# Adam Morong
Adam Morong (Galanta, 16 giugno 1993) è un calciatore slovacco, attaccante del Skalica.

## Carriera
Ha giocato nella massima serie slovacca.

## Palmarès

### Club

#### Competizioni nazionali
- 2. Liga: 1

Sereď: 2017-2018